# شش‌مویه
شش‌مویه (نام علمی: Hexachaetus) نام یک سرده از تیره سوسک‌های زمینی است.